# Museu Bauhaus de Tel-Aviv
El Museu Bauhaus de Tel-Aviv és un museu privat ubicat a la planta baixa d'un edifici construït a l'Estil Internacional el 1934, al núm. 21 de Bialik Street a Tel-Aviv, Israel. És propietat del multimilionari americà, empresari, col·leccionista d'art i filantrop Ronald Lauder.
L'àrea d'exposició, de 120 metres quadrats, conté mobles i objectes relacionats amb el moviment Bauhaus dels anys vint i trenta, així com exposicions sobre l'Estil Internacional. Els objectes i els mobles van ser dissenyats per Ludwig Mies van der Rohe, Marcel Breuer i Walter Gropius. Les exposicions provenen de col·leccions privades, principalment la del mateix Lauder.
Aquest museu forma part del conjunt de 4.000 edificis Bauhaus construïts a Tel-Aviv des de la dècada de 1930. Tot aquest patrimoni es coneix com a Ciutat Blanca de Tel-Aviv, i està protegit com a Patrimoni Mundial Cultural per la Unesco.